# بلی یار (استان آمور)
بلی یار (به لاتین: Bely Yar) یک منطقهٔ مسکونی در روسیه است که در استان آمور واقع شده‌است.